# Amata rufina
Amata rufina är en fjärilsart som beskrevs av Charles Oberthür 1878. Amata rufina ingår i släktet Amata och familjen björnspinnare. Inga underarter finns listade i Catalogue of Life.